# Craig Bellamy
Craig Douglas Bellamy (Cardiff, 13 de juliol del 1979), és un exfutbolista professional gal·lès. El seu últim equip va ser el Cardiff City de la Premier League anglesa. Bellamy també va jugar per la selecció de Gal·les des del 1998 fins al 2013. Als 34 anys, al maig del 2014, va anunciar la seua retirada.